# دايفيد بي كولي
دايفيد بي كولي (بالإنجليزية: David P. Cooley)‏ هو طيار وضابط بريطاني، ولد في 15 فبراير 1960 في RAF Mildenhall ‏ في المملكة المتحدة، وتوفي في 25 مارس 2009.